# Загађење у Србији
Загађење у Србији карактерише уношење контаминаната у природно окружење који изазивају негативне промене. Загађење може бити у облику хемијских супстанци или енергије, попут буке, топлоте или светлости. Загађивачи, компоненте загађења, могу бити или стране супстанце / енергије или природни загађивачи. Загађење се често класификује као тачкасто или незагађено извориште. У 2015. години загађење је убило 9 милиона људи у свету.
Главни облици загађења укључују: загађење ваздуха, светлосно загађење, смеће, загађење буком, загађење пластиком, загађење тла, радиоактивно загађење, термичко загађење, визуелно загађење, загађење воде.

## Загађење ваздуха
Загађење ваздуха подразумева присуство хемикалија, честица или биолошких материјала који наносе штету или узрокују нелагодност код човека и других живих бића, односно који угрожавају природну средину у атмосфери. У Србији уз опште проблеме, који су везани за загађење животне средине, нарочито је присутан проблем загађења ваздуха, који је првенствен последица изразито ниског нивоа еколошке свести, као и недостатка професионалног образовања, у области животне средине. Узроци загађења ваздуха у Србији су: сагоревање горива лошег квалитета, лош квалитет моторних горива, употреба старих возила без катализатора, застарела технологија у индустријском и енергетском сектору, непостојање националног катастра загађивача ваздуха, непостојање националног пописа гасова стаклене баште и неодговарајућа мрежа за мониторинг квалитета ваздуха.
Све наведено је проузроковало бројне проблеме, као што су: загађен ваздух у великим урбаним срединама, допринос оштећењу озонског слоја, појава атмосферских киселих киша, допринос глобалном загревању и појава хроничних обољења респираторних органа, као и угрожавање здравља људи уопште.
Главни извори загађења ваздуха су загревање станова, индустријске активности и саобраћај. Најчешће загађујуће материје су угљенмоноксид (CО), сумпордиоксид (SО2), азотдиоксид (NО2), микрочестице чађи. Специфичне загађујуће материје ваздуха су и олово, кадмијум, манган, арсен, никл, хром, цинк и други тешки метали и органски спојеви који настају као резултат различитих активности.

### Емисија чађи из термоелектрана и индивидуалних котларница
Сагоревање угља лошег квалитета у термелектранама, у којима је још увек лоша технологија контроле загађења, представља главни узрок загађења ваздуха у Србији. Основни извори SО2 и NО2 су термоелектране. Концентрација честица чађи и SО2, у индустријским насељима, у неколико градова Србије су у оквиру критичне границе, која се повезује са негативним утицајем на здравље. То је регистровано у неколико индустријских зона, поготво у близини електрана које користе лигнит, као што су Обреновац, Бор, Врање, Кикинда и Шабац. У овим насељима су регистрована и веома учестала обољења респиротарних органа.
Загађење ваздуха од чађи у урбаним срединама, често је последица емисије чађи из индивидуалних котларница, као Београду, Ужицу, Лесковцу, Шапцу, Нишу, Чачку и Зрењанину (Национални еколошки план Србије, 2004). Проблеми везани за загревање домаћинства су изузетно важни, јер према подацима Америчког савета за енергетски ефикасну привреду, уколико би се просечна температура грејања у домаћинствима смањила за 3 oC, уштедела би се енергија, којој одговара 500 000 барела нафте сваког дана. Према истом извору, загревање домаћинства представља највећи удео у потрошњи енергије, чак 40%. Поједини системи за загревање су и неефикасни, што за последицу има повећано избацивање у атмосферу штетних материја. Тако 12% од укупне емисије сумпор-диоксида и азот-диоксида, који су узрочници киселих киша, потиче од загревања домаћинства.

### Издувни гасови из моторних возила
Сматра се да издувни гасови из моторних возила можда и највише доприносе загађењу ваздуха, посебно у већима градовима. Емисија издувних гасова доприноси високим атмосферским концентрацијама SО2, NО2, О3, алдехида,
органске киселине, таложених материја и олова (Perkins, 1974) . У Србији због лошег квалитета горива, односно бензина са додацима олова и дизел горива, са високим садржајем сумпора, постоји висока концентрација сумпора и олова у ваздуху, што представља посебно озбиљан проблем.
Загађеност ваздуха издувним гасовима из моторних возила је нарочито велика у Београду. Концентрација бензена (C6H6), који је отрован и канцероген, 29. новембра 2006. године у 13 часова, у центру града, износила је 24 микрограма по кубном метру, а дозвољена количина је 5 микрограма по кубном метру. Истог дана концентрација сумпор-диоксида на Булевару Деспота Стефана у 9 сати износила је 172, у 10 сати 184, а у 11 сати 155 микрограма по кубном метру. Иначе дозвољена вредност концентрације сумпор-диоксида у ваздуху је 150 микрограма по кубном метру. На истој локацији концентрација микрочестица у 9 сати била је 204, у 10 сати 234, а у 11 сати чак 271 микрограма по кубном метру, а дозвољена концентрација је 120 микрограма по кубном метру. Смеша микрочестица и чађи, уз повећану влажност, створила је типичан зимски смог .

### Депоније смећа
Депоније смећа и недостатак управљања отпадом доприносе загађењу ваздуха. Отпад може бити опасан јер се не сортира, већ се одлаже без икакве претходне обраде, углавном на дивље депоније. У Србији постоји 170 евидентираних депонија, али и стотине илегалних, које су различитих величина, а одлагање на депоније је једини метод поступања са отпадом. Једино град Нови Сад поседује постројење за делимичну рециклажу отпада. Примарна рециклажа, која представља раздвајање отпада на месту настајања, законски је спроведена, али у пракси она није заживела, јер се не раздваја папир, стакло и метал у посебно означене контејнере. Рециклажа индустријског отпада постоји само на приватној иницијативи.
На простору Србије није формирано ни једно трајно складиште за опасан отпад, па се такав отпад одлаже у кругу фабрике или илегално на депонијама комуналног отпада. Процењено је да у Србији настаје око 460 000 t годишње опасног медицинског и индустријског отпада, а у Војводини постоји и проблем са нафтним исплакама, које се процењују на 600 000 m³ годишње .
Медицински отпад се депонује на санитарним пољима, где се у депресију или
ископани ров, одлажу отпаци, а затим се прекривају дебљим слојем земље. Када се накупи слој дебљине око 3 m, прекрива се дебљим слојем земље и депонија се напушта. Међутим, како су отпаци покривени и одвојени од контакта са ваздухом, долази до анаеробног разлагања, које даје гасовите продукте, као што су: метан, угљен-диоксид и сумпор- водоник.

### Експлоатација минералних сировина
Експлоатација минералних сировина је у Србији јако распрострањена. Као и приликом експлоатисања било ког необновљивог ресурса, приликом експлоатисања нафте и гаса долази до загађивања околине. Управо тај утицај као и утицај нафте и гаса на животну средину присутан је и у Србији током њене експлоатације и каснијег коришћења.
Утицаји рударства на животну средину могу се појавити на локалним, регионалним и глобалним разинама кроз директне и индиректне рударске праксе. Утицаји могу резултирати ерозијом, вртачама, губитком биолошке разноликости или загађивањем тла, подземних и површинских вода хемикалијама које се испуштају из процеса рударства. Ови процеси такође утичу на атмосферу од емисије угљеника који утичу на квалитет здравља људи и биодиверзитет. Неке методе рударства могу имати тако значајне утицаје на животну средину и здравље да рударске компаније у неким земљама морају поштовати строге кодексе заштите животне средине и рехабилитације како би осигурале да се минирано подручје врати у првобитно стање.

## Ерозија
Ерозија је природни процес померања чврстих материја (земље, блата, камена, итд.) Кроз утицај ветра, воде или померања проузрокованих силом гравитације. Насипи који су подигли дужине реке Саве и делимично Колубаре штите околину од потопа, али не и од разарања обале за време брзог кретања воде у коритима. Нестанак шуме и обрађено земљиште на нагибима је важан узрок сливања воде у долину, доносе груб материјал у кориту и плаве оближњи терен. Корита свих ових река је нерегулисана и зато стално мењају правац у растреситим срединама. Да су ова речна корита утврђена, пљуска у пролеће, лето или јесен не би били извори флувијалне ерозије и поплаве. Поред директних и индиректних штета од потопа посебно треба указати на рушење обала и међусобно поређење сортираног наноса дуж Западне Мораве, Дрине, Бјелице, Јадра идр.

### Клизиште
Клизиште је крај за стеновиту или растреситу стенску масу одвојену од подлоге која под утицајем гравитације клизује ниже падину. Клижење не мора да се креће по очигледно дефинисаној површини (клизна површина) и тада се налази у средини по којој се кретање креће тела клизишта назива клизна зона. Клизиште је један од геоморфолошких облика колувијалног процеса и геодинамички процес у инжењерској геологији.
Клижење се може разликовати од врло брзинама, од најспорнијих када се креће притисак не премијера, врло брзо када је могуће да настане велики број и да могу бити угрожени животи људи.
У старијој литератури на српском језику за клизиште се често користи и израз „урвина“, који се у суштини односи на појаву одроне и не клизишта.
На територији Србије регистровано је више од 18.000 појединачних клизашта, а поступак их има дупло више. Упркос чињеници да су трећина земље под ризиком и да се након сваке поплупе активирају нове "жаришта", катастар клизишта и даље не постоји.

### Минирање стена
Минирање стена представља контролисано коришћење експлозива и других метода попут притиска гаса код минирања пиротехнике или плазма процеса, како би се ископала, разбила или уклонила стена. Највећу примену има у рудницима, каменоломима и грађевинарству, нпр. за бране или градњу путева. Осим у рударству, резултат минирања стена је често познат као стенски рез.
Коришћење експлозива у рударству је почело давне 1627. године када је први пут коришћен барут уместо механичких алата у мађарском (сада словачком) граду Банска Штјавњица. Ова иновација се брзо проширила широм Европе и Америке.
Данас се за минирање стена користи много различитих врста експлозива са различитим карактеристикама. Јачи експлозиви се користе за тврде стене, како би се што ефикасније извршило разарање стенског материјала, а експлозиви мање разорне моћи се користе у мекшим стенама да би се генерисао већи притисак и тако постигао већи ефекат. Најчешће коришћени експлозиви у рударству данас су АНФО, једним делом и због ниже цене од динамита.

## Загађење воде
Загађење воде је контаминација водених система (нпр. језера, река, океана, издана и подземних вода). Загађење воде се јавља кад се загађивачи директно или индиректно испуштају у воду без адекватног третмана за уклањање штетних једињења.
Из Колубарског басена, опасне материје свој пут ка централној Србији започињу реком Колубаром. Трепча загађује Моравски слив преко Грачанке и Ситнице, док се из реке Пек отровни отпади шире у источну Србију и Дунав.
У најзагађеније реке спадају Стари пловни Бегеј, Топлица, Велики Луг, Лугомир, Црни Тимок и Борска река, као и канал Врбас - Бечеј.
Завојско језеро, величанствени драгуљ југоисточне Србије. Један од највећих извора загађења представља отпад који прави пецароши који имају сплавове и чамце, а који спасу бакају у језеро или остављају обале.